# GM-1
Il GM-1 (Göring Mischung-1, cioè "Miscela Göring-1") era un dispositivo d'iniezione di protossido di azoto (N2O) utilizzato nei motori aeronautici tedeschi durante la seconda guerra mondiale per aumentarne le prestazioni al di sopra della quota di adattamento del motore.

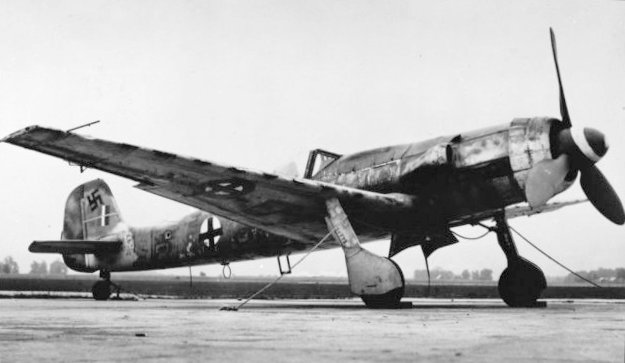
Un Focke-Wulf Ta 152H, caccia d'alta quota dotato del dispositivo GM-1.

## Storia
L'iniezione di protossido di azoto come mezzo per aumentare le prestazioni dei motori risaliva a una proposta fatta da Otto Lutz nel 1939 presso il Centro ricerche di Rechlin. Il dispositivo fu inizialmente provato su un Bf 109E con motore DB 601A dimostrando l'efficacia e la praticabilità della soluzione.
Il sistema, a seconda del tipo di motore, era in grado di produrre un aumento di potenza fino a 400 CV e in alcuni motori, come lo Junkers Jumo 213E, la quantità di protossido iniettata poteva essere regolata su tre livelli di 60, 100 e 150 g/s. Il dispositivo venne utilizzato su diversi tipi di aerei della Luftwaffe: il Messerschmitt Bf 109 in versione Bf 109E-7/Z, Bf 109F-2/Z, Bf 109G-1 con motore DB 605A-1 e Bf 109K-2 con motore DB 605D; lo Junkers Ju 88S-1 con motori BMW 801G-2. Quando montato sullo Junkers Ju 88S-2 con motori Junkers Jumo 213A-12, la potenza massima saliva da 1775 a 2125 CV. Il Focke-Wulf Ta 152H, con ali di grande allungamento (14,5 m) e motore Junkers Jumo 213E dotato del GM-1 e in grado di sviluppare 2 250 CV, poteva volare a 735 km/h a 9 500 metri di quota e a 760 km/h a 12 500 m.

## Tecnica
Il sistema funzionava iniettando protossido di azoto allo stato liquido nel condotto di aspirazione del motore, a monte del compressore, per mezzo di una coppia di iniettori a una pressione di 4 bar, e comportava due vantaggi: l'evaporazione del liquido avveniva a spese del calore dell'aria aspirata raffreddandola, consentendo così sia di allontanare il pericolo di detonazione (e quindi di aumentare la pressione di sovralimentazione) e sia di aumentare la densità della carica introdotta nei cilindri; la decomposizione dell'ossido di diazoto per effetto dell'alta temperatura nella camera di combustione, aumentava la quantità di ossigeno disponibile per la combustione della benzina, cosa di particolare importanza alle alte quote, dove è minore la concentrazione di ossigeno nell'aria atmosferica.
Inizialmente, si utilizzava N2O liquefatto (infatti, l'N2O, con una temperatura critica di 36,4 °C e una pressione critica di 7,245 MPa, può essere liquefatto a temperatura ambiente) trasportato in un serbatotio da 80 litri sotto una pressione di 80 bar, ma a partire dal 1942 venne utilizzato protossido di azoto liquido, conservato in un serbatoio termicamente isolato a una temperatura inferiore a quella di ebollizione a pressione atmosferica (−88 °C a 1,013 bar), poiché in tal modo il sistema era meno pericoloso e vulnerabile al fuoco nemico e la sua bassa temperatura aumentava il raffreddamento della carica introdotta. Tuttavia, l'uso di N2O liquido in un serbatotio isolato termicamente, comportava la possibilità di adoperare il sistema per un tempo ristretto in dipendenza della temperatura ambiente e dell'inizio del volo dopo il rifornimento. Infatti, poiché il serbatoio non era pressurizzato, l'N2O a mano a mano si riscaldava ed evaporava.

## Velivoli utilizzatori
Germania
- Messerschmitt Bf 109
- Junkers Ju 88
- Focke-Wulf Ta 152